# 石溪鎮 (賓夕法尼亞州)
石溪鎮（Stonycreek Township）是美國賓夕法尼亞州薩默塞特縣的一個鎮區。該鎮得名於流經該鎮的石溪，石溪鎮總面積159.63平方公里。根據2020年美國人口普查的顯示結果顯示，石溪鎮的人口為2,089人。它是賓夕法尼亞州約翰斯敦大都市統計區的一部分。
2001年9月11日，联合航空93号班机被基地组织的恐怖分子劫持，恐怖分子计划用该飞机攻击华盛顿特区的目标。机上乘客在获悉其他三架被劫持飞机已经撞上建筑，意识到劫机者也很可能用飞机实施恐袭，因而奋起抵抗，最终该飞机坠毁在石溪镇。此地建有联合航空93号国家纪念馆。